# Timjanskäckmal
Timjanskäckmal (Klimeschia transversella) är en fjärilsart som beskrevs av Philipp Christoph Zeller 1839. Timjanskäckmal ingår i släktet Klimeschia och familjen skäckmalar. Enligt den finländska rödlistan är arten starkt hotad i Finland. Arten är reproducerande i Sverige. Artens livsmiljö är torra och karga åsmoar. Inga underarter finns listade i Catalogue of Life.